# Woodsia
Woodsia es un género de helechos perteneciente a la familia  Woodsiaceae. Tiene una distribución cosmopolita.

## Especies
- Woodsia alpina (Bolton) S. F. Gray}
- Woodsia appalachiana T. M. C. Taylor
- Woodsia cochisensis Windham
- Woodsia glabella R. Br. ex Richards.
- Woodsia ilvensis (L.) R. Br.
- Woodsia indusiosa H. Christ
- Woodsia mexicana Fée
- Woodsia neomexicana Windham
- Woodsia obtusa  Torr.
- Woodsia oregana D. C. Eat.
- Woodsia phillipsii Windham
- Woodsia plummerae Lemmon
- Woodsia scopulina D. C. Eat.